# Ziegeleipark Mildenberg

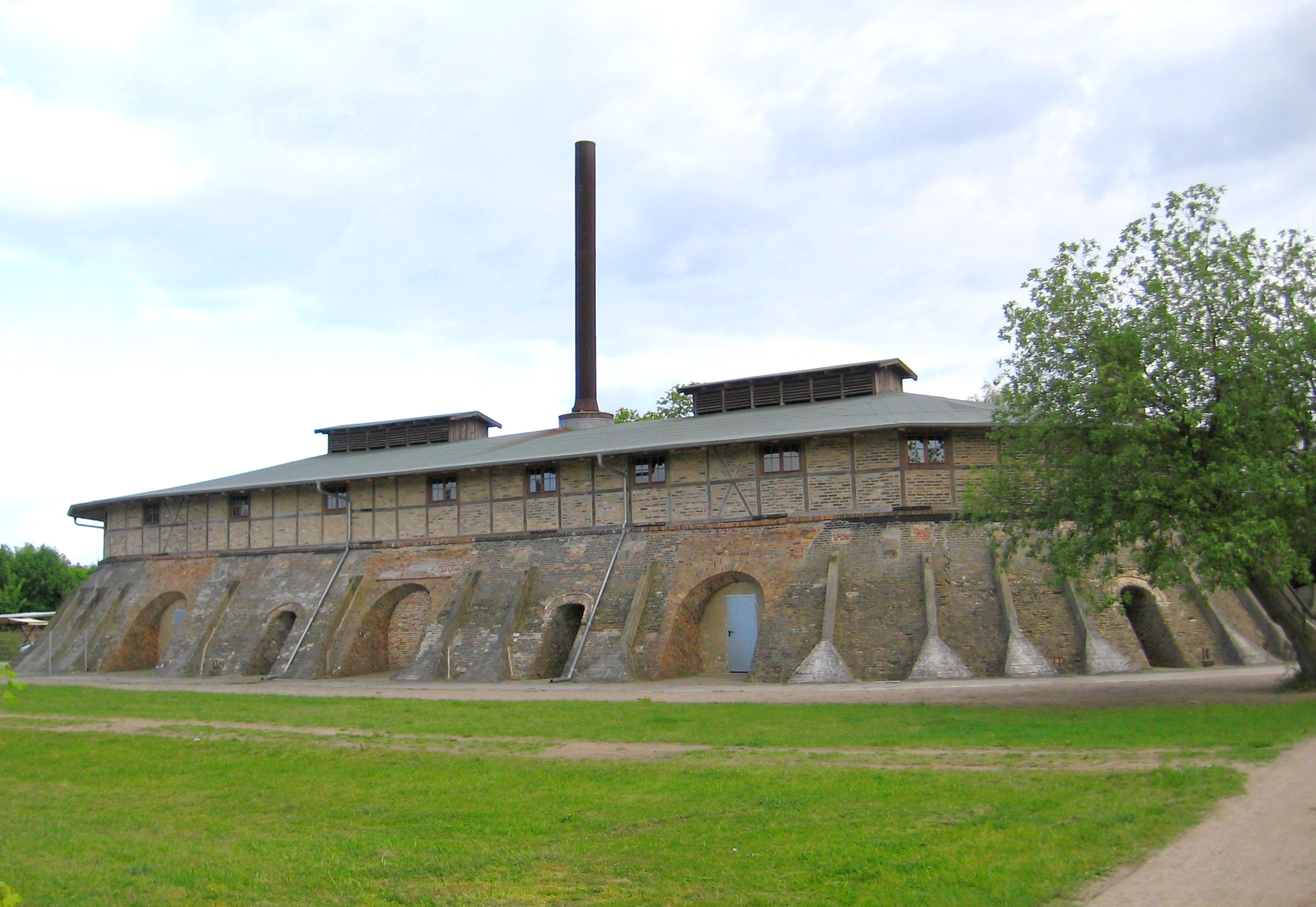
Ringofen im Ziegeleipark Mildenberg

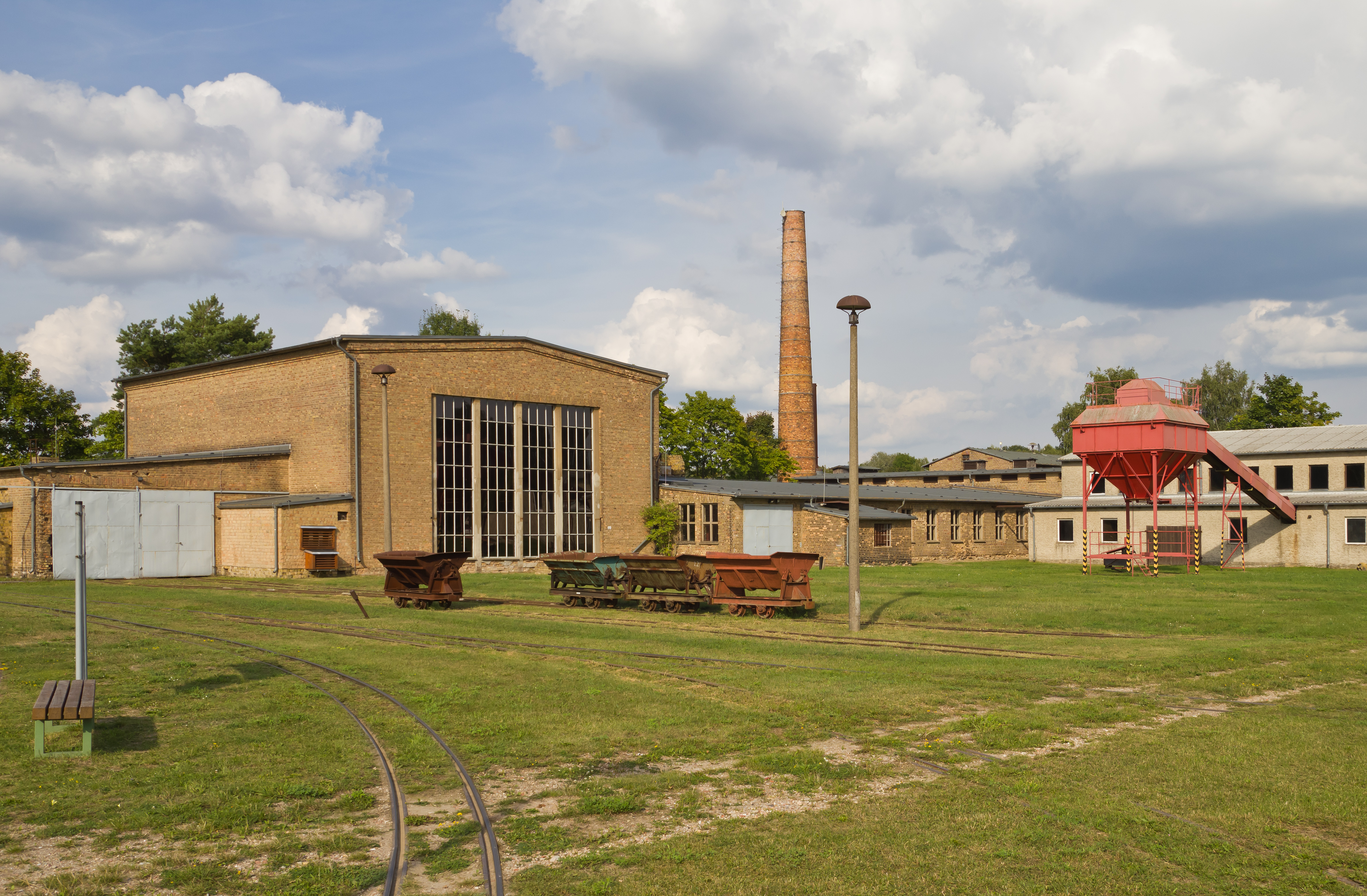
Zentralbereich des Ziegeleiparks

Der Ziegeleipark Mildenberg ist ein Industriedenkmal in der Nähe von Mildenberg bei Zehdenick im Landkreis Oberhavel, Brandenburg. Er befindet sich auf dem Betriebsgelände benachbarter Ziegeleien, die bis 1991 in Betrieb waren.
Er ist zu erreichen u. a. über den Radweg Berlin–Kopenhagen.

## Geschichte des Standorts
Der Beginn der Ziegelproduktion in der Gegend geht auf das Jahr 1887 zurück, als beim Bau der Eisenbahnstrecke Löwenberg–Templin reiche Vorkommen an Ton entdeckt wurden. Da zu der Zeit die Tonvorkommen in Glindow (bei Werder (Havel)) fast erschöpft waren, entstand zu Anfang des 20. Jahrhunderts innerhalb kurzer Zeit bei Mildenberg eines der größten zusammenhängenden Ziegeleigebiete Europas. Begünstigt wurde die Entwicklung dadurch, dass die Tonstiche in unmittelbarer Nähe zur Havel lagen und so über den Wasserweg günstige Transportmöglichkeiten per Lastkahn bestanden. Das sich gerade durch Zuwanderung rasant vergrößernde Berlin hatte einen enormen Bedarf an Baumaterial, der nun gedeckt werden konnte.
Ein Höhepunkt der Produktion mit 625 Millionen Stück Mauerziegeln im Jahr, gebrannt in 57 Hoffmannschen Ringöfen, war im Jahre 1910 erreicht. Berlin und seine Nachbarstädte Charlottenburg und Schöneberg verzeichneten ihre größten Wachstumsraten vor dem Ersten Weltkrieg. Während der Weltwirtschaftskrise 1929/1930 gab es auch in der Ziegelproduktion starke Einbußen, mehrere Ziegeleien wurden aufgegeben.
Nach 1945 entwickelte sich die Ziegelindustrie in der damaligen Sowjetischen Besatzungszone wieder gut. Der Wiederaufbau erforderte erneut Massen an Baumaterial. In der DDR war die Gegend um Mildenberg der größte, nun volkseigene, Hersteller von Ziegelsteinen und Dachziegeln, bis die Einführung der Plattenbautechnologie seit den 1960er Jahren erneut zu einem Rückgang in der Bedeutung führte. Die Produktionsstätte wurde zu dieser Zeit vom VEB Ziegelwerke Zehdenick betrieben, der 1969 Teil des VEB Ziegelkombinat Potsdam wurde. Ab 1981 war der Betrieb Teil des VEB Kombinat Bau- und Grobkeramik Halle. Nach der Wende 1991 wurde der Betrieb eingestellt, westliche Investoren sahen hier keine Zukunft.

## Museum und Park
Das Industriemuseum ist ein Ankerpunkt der Europäischen Route der Industriekultur (ERIH) und eine Station der Deutschen Tonstraße. Es bietet in verschiedenen Ausstellungen Informationen über die Technik der Ziegelherstellung von handgestrichenen Ziegeln bis zur automatischen Strangpresse, die in den 1950er Jahren die modernste Technik auf dem Gebiet darstellte. Eine weitere Ausstellung beschäftigt sich mit der Arbeitswelt der Ziegler, die als Wanderarbeiter saisonal eingestellt wurden und unter oftmals schlechten Bedingungen lebten und produzierten, sowie mit der Entwicklung der Gewerkschaften. Außerdem finden auf dem Gelände regelmäßig Veranstaltungen mit Technikbezug statt.
Einen großen Bereich des Ziegeleiparks nehmen betriebsfähige Feldbahnen mit unterschiedlichen Spurweiten ein.
Der Park besteht außer den alten Ziegeleien und Feldbahnen auch aus einer Wiese mit Spielgeräten. Ein weiteres Angebot ist das Formen von Tonziegeln.

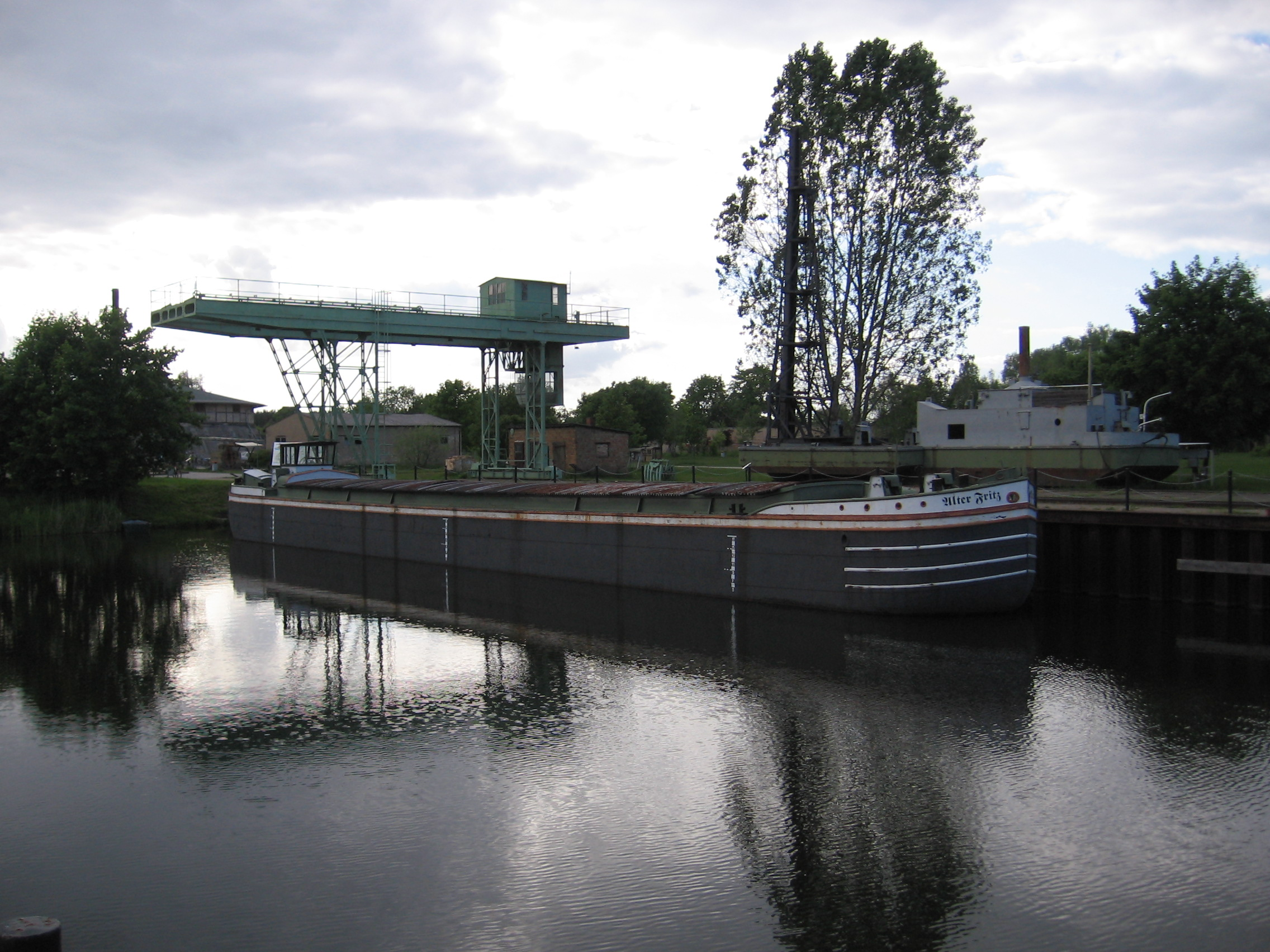
Finowmaß-Kahn für den Ziegeltransport im ehemaligen Ziegeleihafen

Teil des Parks ist der ehemalige Ziegeleihafen, der heute als Yachthafen verwendet wird. Zu Wasser ist er über die Obere Havel-Wasserstraße erschlossen.

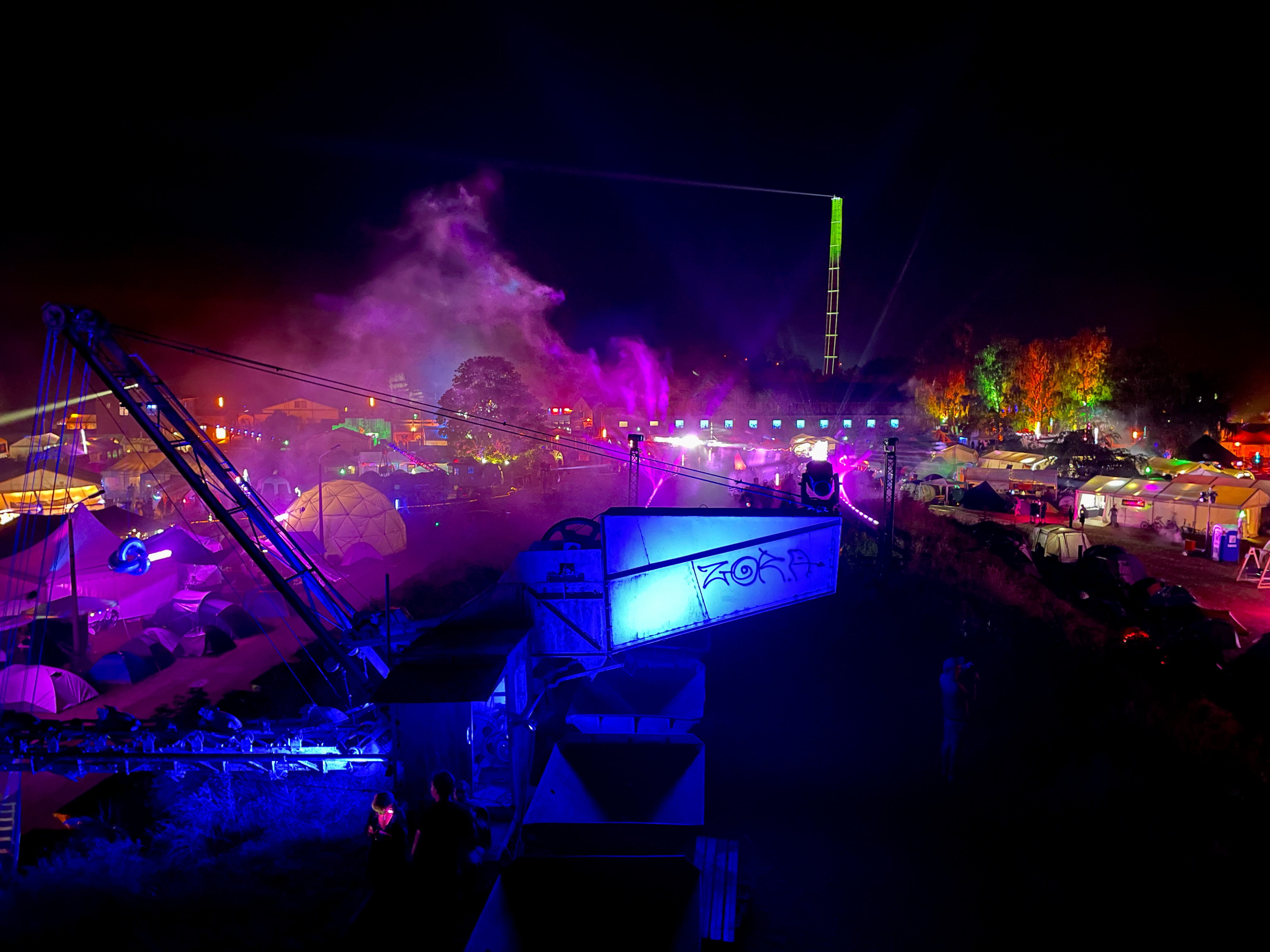
Gelände des Ziegeleipark während des Chaos Communication Camp 2023

In den Jahren 2015, 2019 und 2023 fand auf dem Gelände des Ziegeleiparks das Chaos Communication Camp statt.